# Sulbiate
Sulbiate (lombardul: Sulbiaa) település Olaszországban, Lombardia régióban, Monza e Brianza megyében. Lakosainak száma 4451 fő (2023. január 1.). Sulbiate Bellusco, Bernareggio, Cornate d’Adda, Verderio, Vimercate, Mezzago és Aicurzio községekkel határos.

## Népesség
A település lakossága az elmúlt években az alábbi módon változott:
| Lakosok száma | 4191 | 4194 | 4283 | 4451 |
|               | 2013 | 2017 | 2018 | 2023 |